# Пешаварська угода
Пешаварська угода (англ. Peshawar Accord) — акт про розподіл влади між різними угрупованнями в тодішньому Афганістані.

## Історія
Пешаварські угоди оголосили 24 квітня 1992 року окремі афганські партії моджахедів, проте керівник Ісламської Партії Афганістану Ґульбуддін Хекматіар у коаліційному уряді послідовно протистояв таким спробам.
Угодою проголошено, що афганський перехідний уряд із 28 квітня 1992 року називатиметься Ісламською Державою Афганістан. Від самого початку робота цього тимчасового уряду була паралізована через затяте суперництво різних сил у боротьбі за цілковиту владу.
Партії афганських моджахедів, які взяли участь в обговоренні в Пешаварі, 26 квітня 1992 року домовилися проголосити Керівну раду, що забезпечить залишкові повноваження лідерам партій під керівництвом тимчасового президента Сібгатулли Моджадеді або Муджаддіді (релігійного вождя), який перебуватиме на посаді з 28 квітня по 28 червня 1992 року. Його на посаді тимчасового президента замінив до 28 жовтня лідер «Джамат-і-ісламі» Бургануддін Раббані. Також 1992 року національній шурі належало ратифікувати тимчасову конституцію і обрати на вісімнадцять місяців тимчасовий уряд, після чого мали відбутися вибори. За цими угодами тимчасовим міністром оборони в уряді Муджаддіді було призначено Ахмада Шаха Масуда.